# Элиза Дулитл

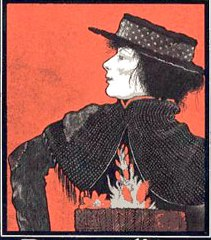
Стелла Патрик Кэмпбелл в роли Элизы Дулитл, 1913

Эли́за Ду́литл (Дулиттл; англ. Eliza Doolittle) — героиня пьесы Бернарда Шоу «Пигмалион» (1912), её постановок и экранизаций, а также адаптации в виде мюзикла «Моя прекрасная леди» (1956, одноимённая экранизация в 1964). По мнению ряда исследователей, её прототипом стала английская театральная актриса и натурщица Дороти Дин.
Роль, созданная драматургом специально для актрисы Стеллы Патрик Кэмпбелл, «…стала излюбленной женской ролью в театре и прославила многих актрис». Автор сравнивает свою героиню с Галатеей — прекрасной статуей скульптора Пигмалиона, оживлённой богиней Афродитой, внявшей мольбам ваятеля, влюбившегося в своё создание.

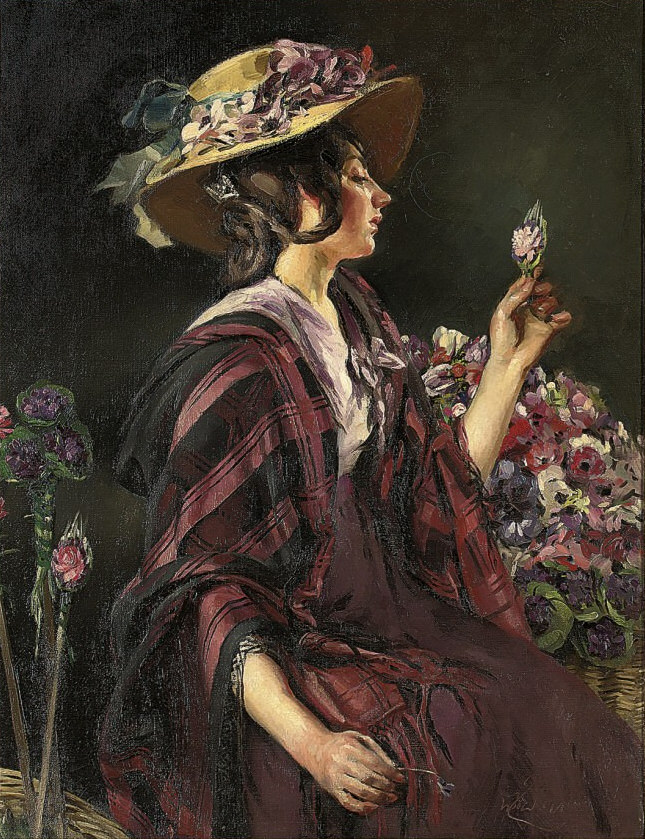
Уильям Ранкен. Элиза Дулитл, 1914

Элиза — кокни, жительница Лондона, торгующая цветами на улицах Ковент-Гардена. Шоу так описывает свою героиню:

Её никак нельзя назвать привлекательной. Ей лет восемнадцать-двадцать, не больше. На ней чёрная соломенная шляпа, сильно пострадавшая на своём веку от лондонской пыли и копоти и едва ли знакомая со щёткой. Волосы её какого-то мышиного цвета, не встречающегося в природе: тут явно необходимы вода и мыло. Порыжелое чёрное пальто, узкое в талии, едва доходит до колен; из-под него видна коричневая юбка и холщовый фартук. Башмаки, видно, также знали лучшие дни. Без сомнения, она по-своему чистоплотна, однако рядом с дамами решительно кажется замарашкой. Черты лица у неё недурны, но состояние кожи оставляет желать лучшего; кроме того, заметно, что она нуждается в услугах дантиста.
— «Пигмалион», Действие 1-е

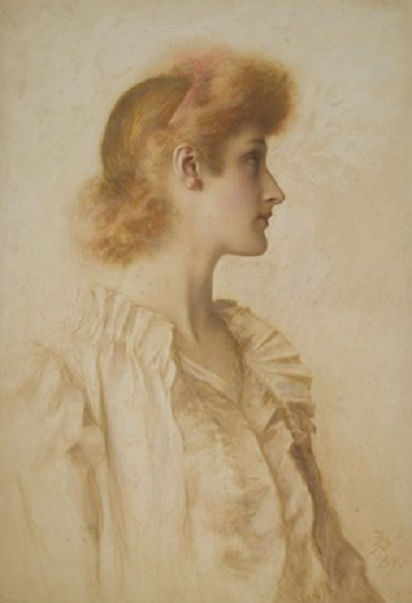
Реджинальд Барбер. Дороти Дин — возможный прототип Элизы, 1890

Элиза случайно сталкивается с профессором Генри Хиггинсом. Слыша её выговор, он утверждает, что язык предопределяет положение в обществе. Полагая, что речь и манеры девушки можно полностью исправить, он заключает пари с другом, полковником Пикерингом: согласно его условию, профессор должен за шесть месяцев обучить цветочницу произношению, принятому в высшем обществе, и на светском приёме суметь представить её как герцогиню. В то же время Элиза хочет выучиться хорошему английскому для того, чтобы поступить торговать в цветочный магазин — и даже готова оплачивать свои уроки. Так она оказывается в доме Хиггинса и начинает своё обучение правильной речи, а заодно и правилам этикета. Постепенно она преображается и, неожиданно для своего учителя, приобретает чувство собственного достоинства — в основном благодаря Пикерингу, всегда ведущему себя как образцовый джентльмен. В конце пьесы Элиза признаётся Пикерингу, что именно его учтивость была для неё решающей:

Знаете, когда по-настоящему началось моё воспитание?.. В тот день, когда я впервые пришла на Уимпол-стрит и вы назвали меня мисс Дулиттл. С этой минуты я начала уважать себя… Вы разговаривали со мной стоя, снимали передо мной шляпу, пропускали меня в дверях… Разница между леди и цветочницей заключается не только в умении одеваться и правильно говорить — этому можно научить, и даже не в манере вести себя, а в том, как себя ведут с ними окружающие.
— «Пигмалион», Действие 5-е
Версия Шоу предполагает, что Элиза руководствуется разумом, а не чувствами. В конце первоначального текста пьесы Элиза и Хиггинс навсегда расстаются, хотя в дополненном варианте 1938 года профессор Хиггинс выражает уверенность, что она вернётся. В послесловии к пьесе драматург даёт свою версию дальнейшей судьбы своей героини: она предпочла выйти замуж за влюблённого в неё Фредди и благодаря помощи полковника Пикеринга открыла собственный цветочный магазин. Он объяснил, что слова Элизы, обращённые к Хиггинсу в пятом акте: «Я даже за вас не пошла бы замуж, если б вы меня попросили» — это продуманное решение, вытекающее как из женской интуиции, так и из доводов разума.
Шоу был против попыток театральных и кинорежиссёров устроить благополучный любовный финал Элизе и Хиггинсу. Тем не менее, авторы адаптаций часто не соглашались с драматургом и изменяли финал, предпочитая рассматривать пьесу как современную версию сказки о Золушке, которой лучше подходит романтическая концовка.

## Исполнительницы
- 11 апреля 1914 — Стелла Патрик Кэмпбелл (профессор Хиггинс — Герберт Бирбом Три). Премьера оригинальной версии пьесы на английском языке в Театре Его Величества, Лондон.
- 1938 — Уэнди Хиллер в фильме «Пигмалион» (профессор Хиггинс — Лесли Говард, режиссёры Энтони Асквит и Лесли Говард, сценарий Бернарда Шоу). За исполнение этой роли Хиллер была номинирована на премию «Оскар» 1939 года за лучшую женскую роль, став первой английской актрисой, номинированной на эту премию.
- 1956 — Джули Эндрюс в мюзикле «Моя прекрасная леди» (профессор Хиггинс — Рекс Харрисон, слова и сценарий Алана Лернера, композитор Фредерик Лоу). За исполнение этой роли Эндрюс была номинирована на премию «Тони[англ.]» 1957 года за лучшую женскую роль в мюзикле.
- 1963 — Джули Харри в телевизионном фильме «Пигмалион» (профессор Хиггинс — Джеймс Дональд, режиссёр Джордж Шефер).
- 1964 — Одри Хепбёрн в фильме «Моя прекрасная леди» (вокал в исполнении сопрано Марни Никсон, профессор Хиггинс — Рекс Харрисон, режиссёр Джордж Кьюкор). За исполнение этой роли Хепбёрн была номинирована на премию «Золотой глобус» 1965 года за лучшую женскую роль в комедии или мюзикле.
- 1977 — Екатерина Максимова в фильме-балете «Галатея» (профессор Хиггинс — Марис Лиепа, автор идеи и режиссёр Александр Белинский, балетмейстер Дмитрий Брянцев, музыка Фредерика Лоу в обработке Тимура Когана).
- 1983 — Марго Киддер в телевизионном фильме «Пигмалион[англ.]» (профессор Хиггинс — Питер О’Тул, режиссёр Алан Кук).